# Tapéus
Tapéus is een plaats (freguesia) in de Portugese gemeente Soure en telt 447 inwoners (2001).